# Ernest Faninger
Ernest Faninger, slovenski geolog, * 7. februar 1923, Maribor, † 2015.
Diplomiral je leta 1951 iz mineralogije in geologije na  Filozofski fakulteti v Ljubljani, iz kemije 1955 na Prirodoslovno matematični fakulteti v Ljubljani in doktoriral 1976 iz geoloških znanosti na Fakulteti za naravoslovje in tehnologijo v Ljubljani. Sprva je poučeval na ptujski gimnaziji (1951-1953), od 1953 je bil kustos, nato muzejski svetovalec v Prirodoslovnem muzeju Slovenije. Objavil je več knjig, razprav ter številne poljudnoznanstvene članke.

## Izbrana bibliografija
- Zoisova zbirka mineralov (COBISS)
- Rudno bogastvo Jugoslavije  (COBISS)
- Čizlakit (COBISS)
- Minerali : dve stoletji zoisita (COBISS)